# Обработка радиолокационной информации
Обработка радиолокационной информации — процесс приведения получаемой с РЛС информации в пригодный для дальнейшей передачи вид.
Первоначально обработка радиолокационной информации осуществлялась оператором РЛС, который наблюдал за воздушной обстановкой на экране индикатора кругового обзора (ИКО). В простейшем случае на ИКО выводилась информация с выхода приемного устройства РЛС, а люминофор ИКО (который представлял собой электронно-лучевую трубку ЭЛТ с радиально-круговой разверткой, РКР) осуществлял интегрирование радиолокационной информации. По мере развития вычислительных средств появились возможности добавления функции полуавтоматического сопровождения (полуавтомат), а впоследствии и автозахвата (автомат). В полуавтомате оператор вручную завязывал трассу цели и дальше машина обрабатывала информацию самостоятельно и только лишь при необходимости запрашивая помощи у оператора. В автомате машина самостоятельно осуществляет не только сопровождение, но и завязку трасс. Однако возможности вычислительных средств не позволяют полностью отказаться от оператора - в сложной помеховой обстановке существующие алгоритмы значительно снижают свои показатели вплоть до неработоспособности.

## Первичная обработка
Обработка эхо-сигнала (в активных РЛС с пассивным ответом) или активного ответа (в системах активного запроса-ответа, САЗО, опознавание «свой-чужой») с целью выделения полезной информации на фоне естественных и искусственных помех
Вход: сигнал с приемника или антенно-фидерной системы (АФС) РЛС.
Выход: угол места, азимут и дальность до цели, в ряде случаев - радиальная скорость.
Проводится: устройством первичной обработки (УПО), находящимся в РЛС;

## Вторичная обработка
Предназначена для формирования трасс целей на основе данных с УПО. На основе данных первичной обработки осуществляется экстраполяция положения целей - определение их скорости (и иногда ускорения) и прогнозирование положения цели в следующем периоде обзора. В процессе вторичной обработки повышается устойчивость сопровождения целей (цель экстраполируется несколько периодов обзора после пропадания цели, что позволяет сопровождать цели с неустойчивой отметкой. Также осуществляется отбрасывание ложных целей и трасс.
Первоначально в момент появления вторичная обработка осуществлялась с помощью комплексов средств автоматизации автоматизированной системы управления (КСА АСУ), современные РЛС самостоятельно осуществляют данную обработку, при этом при необходимости обработка может быть перенесена на КСА по команде его оператора.
Вход: отметки, полученные первичной обработкой. Отметки содержат координаты и другую информацию.
Выход: траектории целей и их параметры, такие как номера целей, координаты, скорость, курс, высота, а также другие характеристики в зависимости от РЛС. Результаты вторичной обработки пригодны для выдачи информации потребителям (зенитно-ракетным войскам и истребительной авиации), также применяются для управления другими радиолокационными средствами, например радиовысотомером.
Проводится: оператором сопровождения вручную; КСА АСУ или ПОРИ - пунктом обработки радиолокационной информации (на уровне радиолокационной роты) полу- или автоматически.

### Этапы вторичной обработки
Этапами вторичной обработки с точки зрения эволюции траектории являются обнаружение траектории, ее сопровождение и сброс.
Обнаружение новой траектории начинается после получения отметки, которая в ходе отождествления не была отнесена ни к одной из сопровождаемых траекторий.
Обнаружение траектории происходит в два этапа: 
- этап завязки траектории, на котором принимается предположение о возможном наличии новой цели и оцениваются первоначальные параметры ее движения; завязка начинается по первой (начальной) отметке, для ее выполнения обычно считается достаточным получить еще одну отметку;
- этап подтверждения завязанной траектории, на котором окончательно устанавливается факт наличия в данной области пространства цели с оцененными на предыдущем этапе параметрами движения.

Этап подтверждения не является необходимым, его использование оправдано при наличии большого количества ложных отметок, когда на первом этапе завязывается слишком много ложных траекторий.
Для присваивания траекториям отметок используется алгоритм отождествления.
Во время каждого обзора для траектории экстраполируется предполагаемая точка нахождения цели. Для этой точки строится строб отождествления. После этого рассматриваются все отметки, попавшие в данный строб. Если в строб не попало ни одной отметки, то за текущую позицию принимается экстраполированное значение и проверяется критерий сброса. Если попала одна отметка, она добавляется к траектории. Если несколько – выполняется алгоритм точного отождествления для выбора отметки для добавления.
После того как сопровождаемой траектории присвоена новая отметка, производится уточнение (фильтрация) параметров траектории с учетом вновь поступившей информации. Эта операция выполняется при помощи траекторного фильтра, где оценки координат и скорости цели вычисляются на основе экстраполированных и измеренных значений ее координат, взвешенных с учетом их погрешностей.
Пользователю выдается информация только о сопровождаемых траекториях.
Сброс траектории с сопровождения происходит после того, как ей в течение некоторого времени не было присвоено ни одной отметки.

## Третичная обработка
Суть: сопоставление информации, полученной от нескольких источников.
Вход: трассы целей, полученные в результате вторичной обработки от различных источников РЛС, координаты источников РЛИ и их характеристики.
С помощью математических методов информация уточняется и дополняется, повышается полнота данных и устойчивость сопровождения целей, а также оптимизируется работа группировки радиолокационных средств с целью получения РЛИ максимального качества с минимальным расходом ресурсов с учетом обстановки и используемых средств.
Выход: трассы целей, полученные с учётом передачи цели с одной РЛС другой, точности разных источников и т. д.
Проводится: на уровне радиотехнического батальона и выше; вручную, полуавтоматически или автоматически АСУ офицером группы боевого управления или по его команде оператором.

## Список источников
1.    Коновалов, А.А. Основы траекторной обработки радиолокационной информации: в 2 ч. / А.А. Коновалов - СПб.: Изд-во СПбГЭТУ "ЛЭТИ", 2013. Ч. 1. - 164 с. ISBN 978-5-7629-1449-9.